# Droit libyen
Le droit libyen a été influencé par les sources égyptienne, française, italienne, et ottomane. Pendant la période de la Grande Jamahiriya arabe libyenne populaire et socialiste, la Libye a adopté un système légal basé sur la charia, mais avec de nombreuses variations et adaptations.

## Histoire du droit libyen

### Droit ottoman et italien
Quand la Libye était administrée par l'Empire ottoman, le droit civil appliqué était le Majallat al-ah Kam al-ad Liyat. En 1830, l'Empire ottoman adopta le Code Napoléon en tant que code de commerce. Toutefois, le droit musulman continua d'influencer les autres domaines, par exemple, le Code ottoman de la propriété de 1858 comprenait un mélange de pratiques turcs traditionnelles et de droit musulman. En 1870, le mouvement Sanussi, du juriste – influencé par le salafisme et le soufisme – Muhammad ibn 'Ali al-Sanusi, avait installé un système légal alternatif basé plus précisément sur le droit musulman pour les tribus intérieures de la Libye. La portion côtière de la Libye fut administrée par l’Italie de 1911 à 1943, avec le statut de colonie, introduisant le droit italien en Libye.

### Droit sous la monarchie fédérale
Dans les années 1950, sous le règne du roi Idris, des codes complètement nouveaux, basés sur le droit civil français et italien, furent écrits, dont le Code de commerce de 1953 et le Code civil de 1954. Ce dernier fut écrit par Abd el-Razzâq el-Sanhourî, l'auteur du Code civil égyptien de 1948, lui-même fondé sur le droit civil français, mais reconnaissait aussi la charia et les coutumes arabes comme sources du droit,. Les coutumes arabes étaient placée en troisième position parmi les sources du droit classée à l'article 1er du Code libyen, après la charia ; à l'inverse de sa place avant la charia dans les autres pays ayant adopté les codes de Sanhuri tel que l’Égypte et l'Irak. Le droit européen fut importé et appliqué dans les domaines où la charia était la moins développée, c'est-à-dire le droit commercial, le droit procédural, et le droit pénal. L'influence du droit musulman apparaissait dans certains domaines du droit commercial, cependant la Libye fut le premier pays ayant adopté le code Sanhuri à interdire riba (usure).
La Libye a maintenu un système dualiste durant cette période : la charia, de l’école malikite, était appliquée par les tribunaux de la charia dans les sujets liées au statut personnel. Cependant l'établissement de ce système dualiste de juridiction implique que, en pratique, le pouvoir était pris des juridictions traditionnelles de la charia, conduisant à des réactions violentes et à la croissance des mouvements d’opposition islamique.

### Droit après 1977
Quand Mouammar Kadhafi est arrivé au pouvoir lors de la Révolution libyenne, il promit d'instaurer à nouveau la charia et d'abroger les lois importées qui contredisaient les valeurs de l’islam. Cependant, à l'origine, l'article 34 de la Constitution de 1969 disposait que les anciennes lois resteraient en effet, à l’exception de celles contraires à la nouvelle constitution. En 1973, Kaddhafi suspendit toutes les législations et déclara que la charia serait la seule loi applicable. Le système juridictionnel dualiste fut aussi aboli cette année, remplacé par un système unique dont le but était d'unir le droit musulman aux principes séculiers. Toutefois, en 1974, les progrès dans l’islamisation du droit prirent fin.
Le Livre vert, contenant les grandes lignes de la philosophie politique et économique de Kadhafi pour la Libye, reconnait officiellement la religion et le droit coutumier comme sources du droit pour la société. En 1977, le gouvernement libyen promulgua la « Déclaration sur l'avènement du Pouvoir du peuple », qui remplaçait la constitution. Cette déclaration prévoyait aussi que le Coran était la source du droit en Libye. Toutefois, à la fin des années 1970 à la fin des années 1980, Kadhafi répétait dans ses discours que le droit musulman n’était pas une source suffisante pour les relations économiques et sociales modernes, et que les traditions islamiques en matière de commerce et de propriété n’avait pas de signification légale. En pratique, les politiques séculières remplacèrent la religion comme source du droit. Ainsi, en 1990, Ann Elizabeth Mayer de l’Université de Pennsylvanie décrivit les progrès de Kadhafi dans l'islamisation de la Libye comme étant « très modeste », et visant principalement à revitaliser certaines règles de la charia, tout en appliquant une morale publique conforme aux valeurs libyenne.
Le Code pénal de 1953, modifié en 1973 puis en 2002, est basé sur le droit pénal musulman (ou charia) . Toutefois, les peines fixes prévues par le hudud traditionnel n'étaient pas appliquées, particulièrement dans le cas de délinquants dans le besoin. Mayer émit l'hypothèse que cette indulgence était issue des principes socialistes du gouvernement. Le gouvernement libyen considérait aussi que la protection de la propriété dans la charia, ainsi que les principes du droit musulman du commerce et des contrats, était incompatible avec un programme économique socialiste. Cependant, le droit libyen suivait la charia dans le domaine de la preuve (le témoignage des femmes et des non-Musulmans n'était pas autorisé en matière pénale). L'école malékite continua d'être utilisée comme école d'interprétation du droit musulman ; en cas d'insuffisance des sources du droit musulman, une référence est faite au Code pénal libyen et au Code de procédure pénal de Libye plutôt qu'à d'autres écoles juridiques musulmanes. Le but de cela était de limiter le nombre et la portée des normes de la charia à appliquer.

### Droit après la fin de la Jamahiriya
À partir de février 2011, une insurrection prend naissance à Benghazi contre Mouammar Kadhafi et se propage sur une vaste portion du territoire libyen. Les rebelles et les régions qu’ils contrôlent sont dirigés dès le 27 février par un Conseil national de transition (CNT) présidé par l’ancien ministre de la Justice Moustafa Abdel Jalil. Après le 22 août 2011, la rébellion contrôle également la quasi-totalité de la capitale libyenne, réduisant ainsi l’ancien pouvoir de Kadhafi à une portion congrue. Bani Walid et Syrte, derniers bastions de Kadhafi, tombent à l'automne ; Mouammar Kadhafi lui-même est capturé et tué en tentant de s'enfuir de Syrte.
La Libye est alors en période de transition politique. Une « déclaration constitutionnelle » provisoire, adoptée le 3 août 2011, définit la Libye comme « un État démocratique indépendant où tous les pouvoirs dépendent du peuple » et prévoit de garantir le pluralisme politique et religieux, tout en basant la législation sur la charia. Le CNT annonce qu'il ne prévoit garder le pouvoir que jusqu'à la réunion d'une assemblée constituante, qui devra désigner un nouveau gouvernement et rédiger une constitution, soumise ensuite à référendum, préalable à des élections libres.
Le 7 juillet 2012, un Congrès général national est élu au suffrage universel. À compter de sa première réunion, le 8 août, il se substitue au CNT et est chargé de désigner un nouveau gouvernement de transition en attendant la mise en place des institutions définitives.

## Sources
- (en) Cet article est partiellement ou en totalité issu de l’article de Wikipédia en anglais intitulé « Law of Libya » (voir la liste des auteurs).

## Compléments